# Нагдлунгуак-48
Nagdlunguaq af 1948 або просто «Н-48» (гренл. Nagdlunguaq af 1948) — професіональний ґренландський футбольний клуб з міста Ілуліссат, у західній частині острова. Крім футбольного, в клубі також діють бадмінтонне та гандбольне відділення.

## Історія
Футбольний клуб «Н-48» було засновано 8 лютого 1948 року в місті Ілуліссат, у західній частині острова Ґренландія. На даний час за кількістю перемог в національному чемпіонаті команда посідає друге місце (10, проти 11-ти у Б-67). Останнього разу команда перемагала у фіналі Чемпіонату 2007 року, коли з рахунком 2:0 перемогла Кугсак-45.

## Досягнення
- Чемпіонат Гренландії з футболу
  -  Чемпіон (10): 1977, 1978, 1980, 1982, 1983, 1984, 2000, 2001, 2006, 2007
  -  Срібний призер (6): 1981, 1987, 1988, 2005, 2012, 2024
  -  Бронзовий призер (6): 1992, 1993, 2002, 2004, 2008, 2010.

## Відомі гравці
- Андрес Корцен
- Жім Дегн Ольсвіг
- Єнс Якобсен
- Каалі Маттхауссен